# Malincourt
Malincourt település Franciaországban, Nord megyében. Lakosainak száma 487 fő (2022. január 1.). Malincourt Beaurevoir, Serain, Villers-Outréaux, Walincourt-Selvigny, Crèvecœur-sur-l’Escaut, Dehéries és Élincourt községekkel határos.

## Népesség
A település népességének változása:
| Lakosok száma | 516  | 521  | 518  | 504  | 495  | 489  | 481  | 476  | 487  |
|               | 2013 | 2015 | 2016 | 2017 | 2018 | 2019 | 2020 | 2021 | 2022 |